# Kriechbaumerella vincens
Kriechbaumerella vincens is een vliesvleugelig insect uit de familie bronswespen (Chalcididae). De wetenschappelijke naam is voor het eerst geldig gepubliceerd in 1952 door Nikol'skaya.